# Платье-футляр

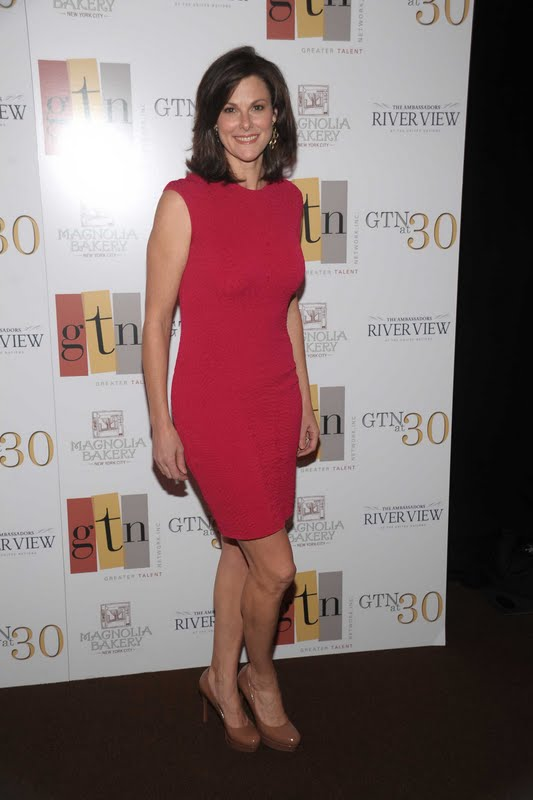
Кэмпбелл Браун в платье-футляре

Платье-футляр — узкое, полуприлегающее, подчёркивающее фигуру женское платье, которое шьют из цельного куска полотна. В отличие от платья-карандаша не имеет отрезного шва по линии талии. В классическом варианте платье-футляр без рукавов, с закруглённым вырезом горловины и застёжкой-молнией в боковом шве или на спине имеет длину чуть выше или ниже колена.
Платье такого покроя появилось в 1918 году, а термин «футляр» вошёл в лексикон моды в 1926 году. В 1921—1923 годах платье-футляр с четырёхугольным декольте и на бретельках пользовалось успехом в качестве вечернего наряда. Пики популярности платья-футляра пришлись на 1930-е и 1960-е годы. В настоящее время элегантное и изящное платье-футляр считается неотъемлемым элементом дамского гардероба. Платье-футляр — вечернее и коктейльное платье, но его также можно надевать на деловые встречи.
Современный деловой этикет предполагает использование платья-футляра для повседневного применения. Платье-футляр для офиса изготавливается из плотных, преимущественно однотонных тканей, с минимальным количеством эластичных волокон. Не приветствуется наличие блестящей фурнитуры, ярких принтов или других привлекающих взгляд деталей. Длина — до середины колена либо чуть ниже. Отличительными чертами платья фасона «футляр» является отсутствие горизонтального шва по талии. У классического платья-футляра нет рукавов и воротника, а вырез обычно имеет закруглённую форму. Платья-футляры носили Жаклин Кеннеди, Эдит Пиаф, Одри Хепбёрн. В платье-футляре появляется и бывшая первая леди США Мишель Обама.

## Древний Египет

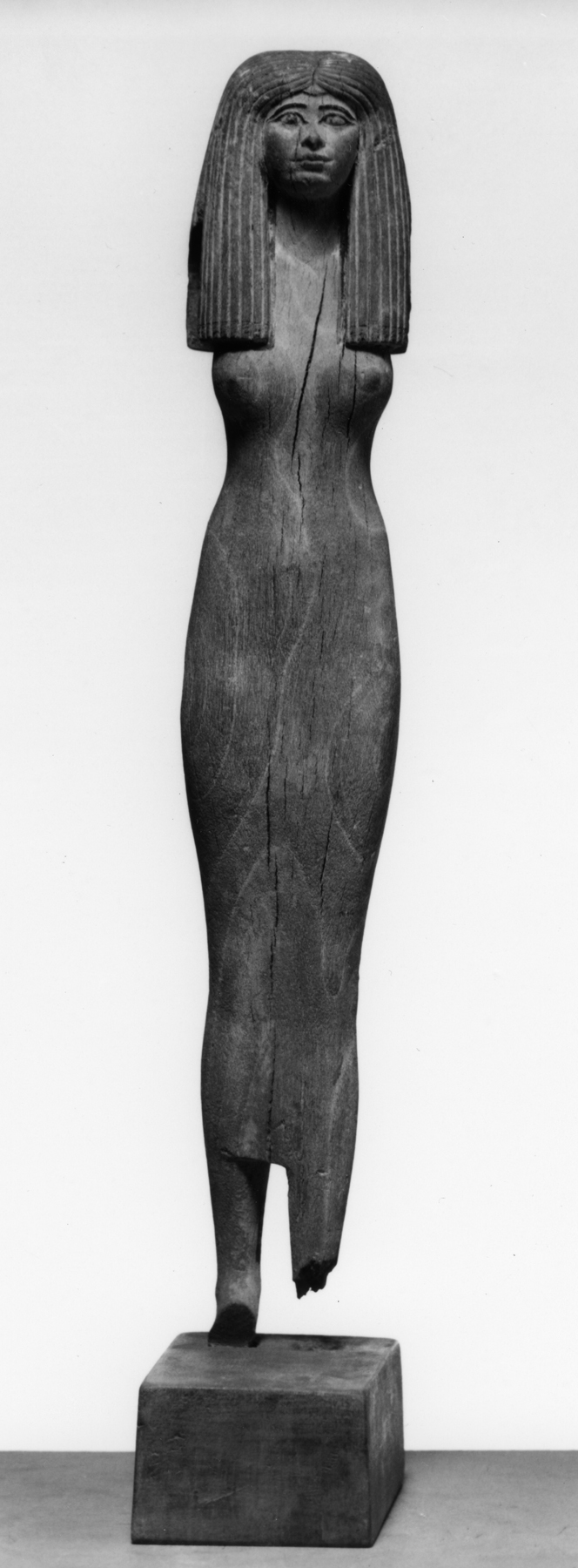
Египтянка - Женская фигурка из гробницы - Walters 2215

Платье-футляр, возникшее в древнем мире, часто встречается в египетском искусстве. Художественные изображения женщин в такой одежде, изображавшие их стройными и молодыми, были распространены до Нового царства. Хотя археологических доказательств существования платья-футляра среди элиты не обнаружено, на изображениях на стенах гробниц встречаются женщины и божества, одетые именно в такую одежду. Одежда обычно представляется с швом под грудью и украшенным бисером. Древние изображения элитных женщин демонстрируют платье, сочетающееся с трехчастным париком и головным убором в виде стервятника. Хотя археологи нашли около двадцати экземпляров платьев из древнеегипетского мира, не существует никаких записей о том, что именно это платье действительно существовало. Вместо этого ученые предполагают, что платье-футляр в таком виде, каким мы его знаем, представляло собой платья на бретелях, юбки или платья с V-образным вырезом.

## 19 век
Платье-футляр «Принцесса» было популярно в период с 1878 по 1880 годы. Оно было связано с принцессой Уэльской, позже известной как королева Александра. Платье-футляр «Принцесса» состоит из лифа и юбки, объединённых в одно целое с юбкой с бородками. Платье носили без турнира, но с небольшой подушечкой. Чтобы затянуть переднюю часть платья,  сзади были прикреплены ленты.

## 1900-е годы

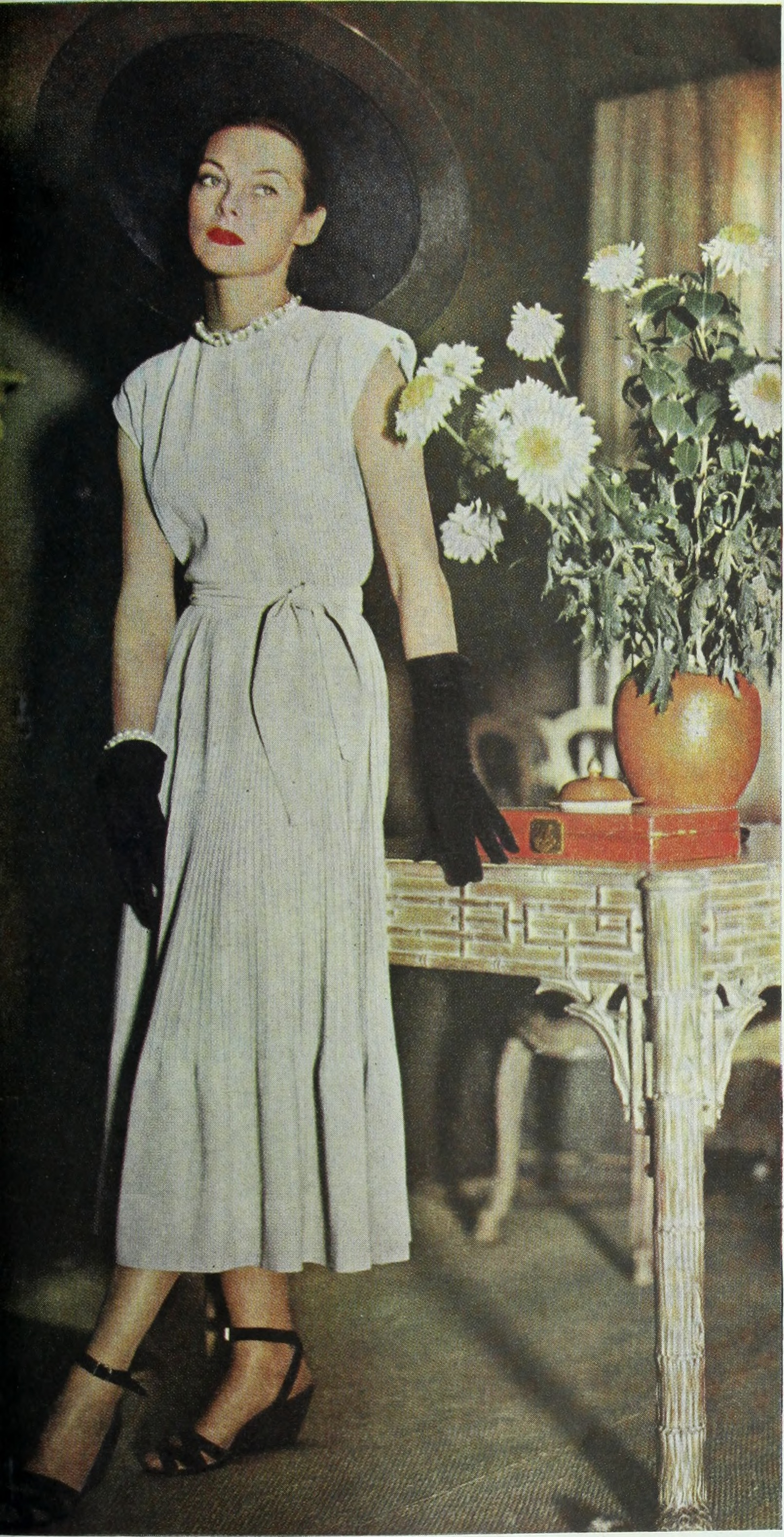
Женский домашний журнал (1948) (14578977850)

В начале 1900-х годов американцы все ещё искали в Париже последние тенденции. Американские светские львицы ездили в Европу, чтобы посмотреть коллекции и получить изготовленные на заказ наряды. Поль Пуаре считается первым дизайнером современного платья-футляра. При этом он также создал резиновый пояс в качестве альтернативы корсету на косточках, который можно было носить под платьем. В отличие от подчеркнутых изгибов викторианской эпохи и более ранних платьев, платье-футляр создавало гладкий вид, открывая ноги и нижнюю часть туловища с разрезом. Стиль платья-футляра появился в США в 1908 году. Той осенью в мюзикл «Bandanna Land» вошла песня «Sheath Gown in Darktown», в припеве которой упоминается «футлярное платье»:

## 1950-е годы
К 1950-м годам платье-футляр стало современным стилем американок. В 1950 году Кристиан Диор представил «Вертикальную линию». Линия учитывала женское тело и её изгибы по сравнению с предыдущими годами. В этой линии Vogue назвал платье-футляр «самой важной модой на один день». В 1956 году менеджер по продажам поясов заметил: «Ножны заплатили за мой дом в Вестпорте». Компании, занимающиеся выкройкой, продавали модели-футляры размером до 22 ½ и обхвата груди 41 дюйм. Платье называли «стройным образом для пяти часов». Для повседневного образа платье-футляр сочеталось с болеро с короткими рукавами и принтом. В качестве делового наряда подойдет жакет-боксер поверх болеро и платья. Поскольку крой платья стал проще создавать, к платью добавили текстуры, такие как бусины.

## 1960-е годы
Одним из самых заметных платьев-футляров всех времен является чёрное платье Одри Хепбёрн от Живанши. В 1961 году Хепбёрн носила чёрное платье-футляр от Hubert de Живанши в фильме «Завтрак у Тиффани». К этому времени её платье стало известно как маленькое чёрное платье. 19 мая 1962 года Мэрилин Монро поздравила тогдашнего президента Джона Кеннеди с его 45-летием. На мероприятии Монро была в платье-футляре от Jean Louis, которое описывается как «кожа и бисер». Платье было выполнено телесного цвета, с открытой спиной и украшено кристаллами. Монро была вшита в платье для плотного прилегания. В 2016 году дизайн Жана Луи был продан за 4,8 миллиона долларов.

## 21-го века
В последние годы платье-футляр носят как коктейльное. Этот узор также можно увидеть на невестах, поскольку платья-футляры популярны в качестве свадебных платьев; этот стиль рекомендуется стройным невестам высокого или маленького роста.

## Галерея

Платья-футляры
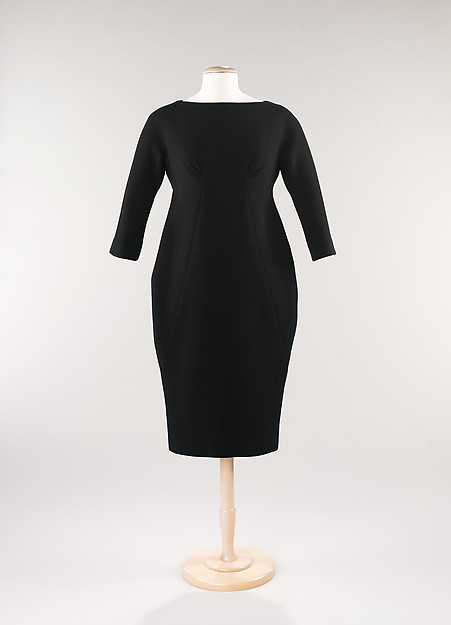
Платье-футляр 1959 года от James Galanos
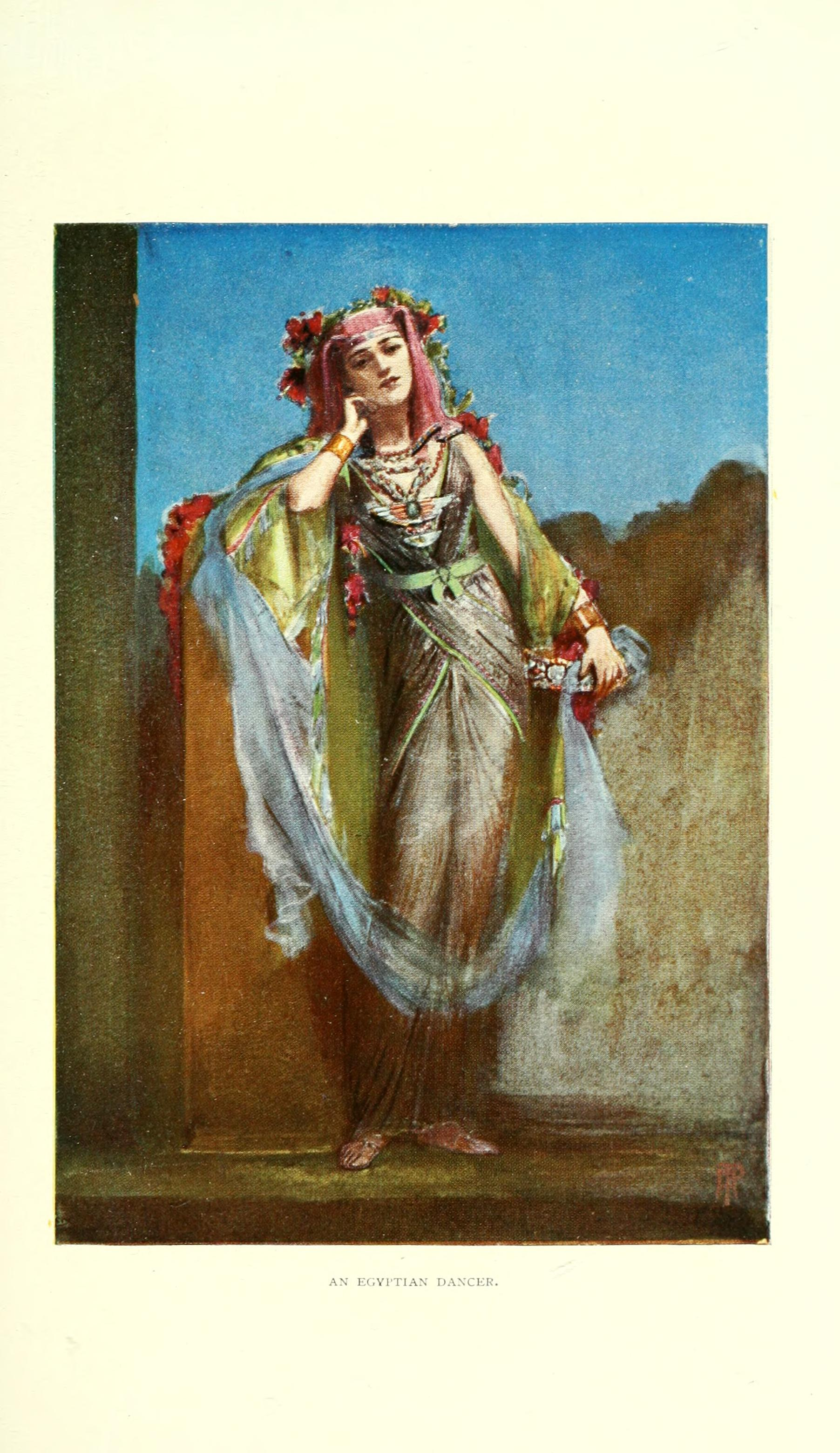
Портрет египетской танцовщицы
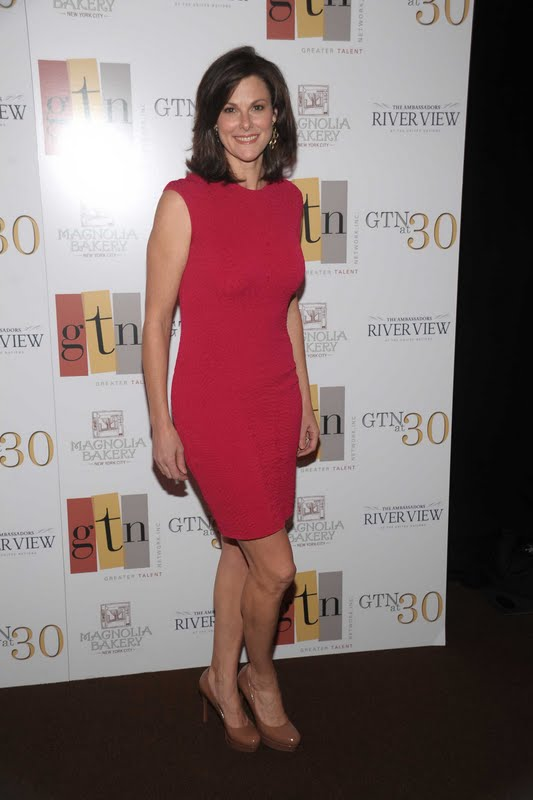
Кэмпбелл Браун из Си-Эн-Эн в платье-футляре